# Meronia
Meronia è il primo album in studio del gruppo musicale finlandese Circle, pubblicato nel 1994.

## Tracce
1. Ed-Visio – 4:14
2. Curwen – 4:46
3. Wherever Particular People Congregate – 2:30
4. Meronia – 8:04
5. DNA – 5:13
6. Hypto – 6:48
7. Nude – 5:34
8. Colere – 3:36
9. Staalo – 6:58
10. Kyberia – 3:46
11. Gravion – 4:23
12. Ferrous – 4:14
13. Scoop – 7:00
14. Merid – 2:53
15. Espirites – 3:51